# 双泉乡 (酉阳县)
双泉乡，是中华人民共和国重庆市酉阳土家族苗族自治县下辖的一个乡镇级行政单位。

## 行政区划
双泉乡下辖以下地区：
永祥村、天马村、菖蒲村、箐口村、双石村和城墙村。